# Ken Sema
Ken Nlata Sema, född 30 september 1993 i Norrköpings Matteus församling, Östergötlands län, är en svensk fotbollsspelare (mittfältare) som spelar för cypriotiska Pafos FC och det svenska landslaget.

## Bakgrund
Semas föräldrar kommer från Kongo-Kinshasa och flyttade till Sverige 1987 med dottern Lyra och gravid med dotter Amanda. Året därpå föddes brodern Maic Sema. Ken Sema är fjärde och yngsta barnet. Efter att inledningsvis ha bott i Åsele flyttade familjen till Norrköping.

## Klubbkarriär

### Sylvia, Norrköping
Semas moderklubb är sedan fem års ålder IF Sylvia. 2005, vid tolv års ålder, flyttade han till IFK Norrköping. Han blev under säsongen 2013 utlånad tillbaka till moderklubben IF Sylvia i Division 1 Södra och spelade där 22 matcher. Sema hade som 19-åring kommit med i Norrköpings a-lagstrupp men fick aldrig debutera för klubben. När hans kontrakt löpte ut efter lånet till Sylvia erbjöds han ingen förlängning av dåvarande tränaren Janne Andersson, som tre år senare skulle ta ut honom i landslaget.

### Ljungskile
I februari 2014 skrev Sema på ett treårskontrakt med Superettan-klubben Ljungskile SK. Han fick sitt genombrott i klubben och blev publikfavorit i två säsonger, under vilka han spelade 60 seriematcher och gjorde elva mål.

### Östersund
I januari 2016 blev Sema klar för den allsvenska nykomlingen Östersunds FK, efter att ha skrivit på ett treårskontrakt. Han bidrog där till klubbens seger i Svenska Cupen 2017, dess första titel någonsin. Sema startade finalen mot IFK Norrköping den 13 april 2017, och spelade fram till tre av Östersunds mål när laget vann med 4-1.
Cupsegern innebar kvalifikation till Europa League 2017/2018, där Östersund överraskande nådde gruppspelet efter att ha slagit ut  Galatasaray och PAOK. Efter att på nytt ha avancerat som grupptvåa slogs klubben ut i sextondelsfinal av Arsenal efter totalt 4-2 över dubbelmöte. Sema var en nyckelspelare under Östersunds Europa League-kampanj. Han spelade 13 av 14 matcher och gjorde segermålet i klubbens sista match, där Arsenal besegrades med 2-1 på Emirates Stadium den 22 februari 2018.

### Watford
I juli 2018 skrev Ken Sema på ett femårskontrakt för den engelska Premier League-klubben Watford, som betalat drygt 20 miljoner kronor för hans tjänster. Han debuterade för klubben den 11 augusti 2018 med ett inhopp mot Brighton, som hemmabesegrades med 2-0. Sammanlagt spelade Sema 22 matcher under sin debutsäsong för Watford, varav nio starter i ligan. Han gjorde sitt första och säsongens enda mål i en bortamatch mot Bournemouth den 2 januari 2019.
I augusti 2019 lånades Ken Sema ut till Serie A-klubben Udinese. Lånekontraktet sträckte sig till juni 2020 och efter låneperioden i Serie A gick Sema tillbaka till Watford.  
Säsongen 2020/21 var Sema en nyckelspelare i London-klubben och Watford belönade honom med ett nytt kontrakt efter succén i klubben. Hans kontrakt gick ut sommaren 2023, men i mars 2021 säkrade Watford upp honom och förlängde hans kontrakt med ytterligare två år till juni 2025.

### Pafos FC
I januari 2025 blev Sema klar för den cypriotiska klubben Pafos FC och skrev på ett treårskontrakt.
Sema blev klubbkamrat med Muamer Tanković, och den 4 maj 2025 blev det klart att Pafos blev ligamästare för första gången i klubbens historia.

## Landslagskarriär
Under 2016 var Sema med i den svenska truppen till OS i Rio de Janeiro. Han gjorde mål i genrepet mot Sydkorea och spelade alla tre gruppspelsmatcher i Rio. Sverige slutade dock sist i gruppen med endast en poäng.
Sema debuterade i det svenska a-landslaget den 12 januari 2017, i en vinst över Slovakien med 6-0 i Abu Dhabi. Under hösten 2017 var han uttagen i truppen till flera av Sveriges kvalmatcher inför VM i Ryssland 2018, dock utan att få speltid. Han var med på nytt under januarilägret 2018 och spelade då två matcher. Den 24 mars 2018 blev han inbytt mot Chile på Friends Arena i en träningsmatch inför VM som bortalaget vann med 2-1.
Sema var med i truppen till EM 2020 men blev utan speltid. Hans första mål i landslaget kom i 2-2 matchen i Nations League mot Slovakien den 11 oktober 2024.
I en vänskapslandskamp på Strawberry Arena mot Algeriet den 10 juni 2025 så gjorde Sema ett Hattrick och hade därmed noterats för fem mål på 28 landskamper.